# Alexander Frei
Pour les articles homonymes, voir Frei et Alexander Frei (pilote automobile).
Alexander Frei, également appelé Alex Frei, né le 15 juillet 1979 à Bâle (Suisse), est un footballeur international suisse reconverti entraîneur. 
Sa carrière professionnelle de joueur s'étale de la fin des années 1990 au début des années 2010. Il fait partie de l'équipe de Suisse de football durant dix ans, entre 2001 et 2011. Il est le symbole du football suisse des années 2000 avec Hakan Yakın, Philippe Senderos, Tranquillo Barnetta et Pascal Zuberbühler ou bien encore Johann Vogel. Durant sa carrière, Alexander Frei est l'un des meilleurs buteurs du football suisse, passant notamment par la Ligue 1 et la Bundesliga où il marque les esprits. Il est aussi le meilleur buteur de l'histoire de l'équipe de Suisse avec quarante-deux buts en quatre-vingt-quatre matchs, soit une statistique de un but tous les deux matchs.
Buteur prolifique, il termine deuxième meilleur buteur lors de la saison 2003-2004 de Ligue 1 et décroche à l'issue de l'édition 2004-2005, le titre de meilleur buteur avec le Stade rennais FC. Au Borussia Dortmund, il termine deuxième meilleur buteur de la Bundesliga lors de la saison 2006-2007, les lecteurs du journal Bild l'ayant d'ailleurs élu comme joueur de l'année en Allemagne lors de cette saison. Enfin, il finit meilleur buteur de Super League avec le FC Bâle lors des éditions 2010-2011 et 2011-2012. Il est élu meilleur joueur de l'année en 2011 et 2012.
Alexander Frei retrouve un très bon niveau de jeu lors de son retour au FC Bâle avec d'excellentes performances notamment en Ligue des champions de l'UEFA lors de la saison 2011-2012. Selon la Fédération internationale de l'histoire et des statistiques du football (IFFHS), il est le 15e meilleur buteur mondial du XXIe siècle. Le classement ne prend en compte néanmoins que les buts marqués en équipe nationale ainsi qu'en compétition internationale.

## Biographie

### Jeunesse et formation (1987-1997)
Durant son enfance, Alexander Frei suit son père et déménage à Bâle, Genève et Nyon. Il commence par jouer au football dans le canton de Vaud au FC Begnins, puis au FC Aesch dans le canton de Bâle-Campagne. Enfin, il termine son parcours junior dans le canton de Bâle-Ville au  FC Bâle où il passera par la suite professionnel. Son idole est le néerlandais Marco van Basten qui évolue au poste d'attaquant comme lui.

### Débuts professionnels en Suisse (1997-2000)
À l'âge de 18 ans, lancé par l’entraîneur suisse Guy Mathez, Alexander Frei fait ses débuts professionnels avec le FC Bâle face au FC Zurich. Il n'est pas encore le buteur tonitruant qu'il est devenu par la suite et marque seulement un but en onze matchs. Lors de cette saison, il marque son premier but en professionnel contre le Servette FC. Après cela, il s'engage avec le FC Thoune où il jouera au total trente-quatre matchs et marquera sept buts. Il connaît ensuite une progression au FC Lucerne et gagne en efficacité. Il marque un total de dix-neuf buts en cinquante-cinq matchs.

### Révélation avec le Servette FC (2000-2003)
C'est avec le Servette FC qu'Alexander Frei se révélera au grand public. Il y gagnera notamment son premier titre, la Coupe de Suisse en 2001 et connaîtra alors ses premières sélections en équipe de Suisse. Attaquant très efficace (43 buts en 76 matchs), soit plus de un but tous les deux matchs, ses performances ne laissent pas insensible les autres clubs. En manque d'argent, le Servette FC décide alors de laisser partir Alexander Frei au Stade rennais FC durant la trêve suisse. C'est donc à l'âge de 23 ans qu'il quitte sa Suisse natale pour un montant de 1,5 M€.

### Confirmation au Stade rennais FC (2003-2006)
Le 15 janvier 2003, Alexander Frei est transféré au Stade rennais FC. Mais, au repos depuis un mois avec la trêve suisse, il arrive en méforme. Avec Vahid Halilhodžić, l'attaquant joue peu mais l'entraîneur croit néanmoins en son potentiel. Lors de cette première demi-saison, Alexander Frei se contente de treize matchs, dont seulement trois titularisations, pour un but.
L'arrivée de László Bölöni durant l'inter-saison, six mois après son arrivée, change la donne. En effet, le début de saison est compliqué pour le Suisse. Lors d'une conversation dans le bureau de László Bölöni, il lui dit : « Laissez moi cinq matchs titulaire, et si vous me trouvez mauvais, je prends mon contrat, je vais chez Pierre Dréossi (directeur sportif alors, ndlr), je le déchire et je retourne en Suisse. Par contre, donnez moi les cinq matchs ». László Bölöni lui répond alors : « Écoute Alex, c’est la première fois qu’un joueur me pose cette question, et comme tu as confiance en toi, je te donne les cinq matchs à partir de samedi ».
Par la suite, Alexander Frei reprend alors confiance et rentre peu à peu dans le cœur des supporteurs rennais en étant décisif. En février 2004, il en est à douze matchs (neuf titularisations) et déjà sept buts inscrits. En mars 2004, il réalise un match d'anthologie face à l'Olympique de Marseille de Fabien Barthez. Lors de ce match, il inscrit un quadruplé et permet au Stade rennais FC de s'imposer quatre buts à trois. Il finit cette saison 2003-2004 en tant que second meilleur buteur de Ligue 1 avec vingt buts, derrière Djibril Cissé (vingt-six buts) et devant Didier Drogba (dix-neuf buts). Le club termine la saison à la 9e place du championnat.
La saison 2004-2005 est pour Alexander Frei la confirmation de la saison précédente. Désormais pièce offensive importante du club, il marque à nouveau vingt buts et termine cette fois-ci la saison en tant que meilleur buteur devant Mickaël Pagis (quinze buts) et Pauleta (quatorze buts). Ses buts sont très variés (neuf du pied droit, quatre du pied gauche et sept de la tête). Le club termine la saison à la 4e place du championnat et se qualifie pour la Coupe UEFA 2005-2006. Avec Olivier Monterrubio, il forme ce que l'on appelle un « duo de choc » dans le club breton. Amis sur le terrain comme dans la vie, les deux joueurs sont en effet très complémentaires.
Lors de la saison 2005-2006, ses statistiques sont en chute libre car il est victime d'une blessure qui le prive de la majorité de sa saison. Au mercato d'été 2006, après des prestations convaincantes lors de la Coupe du monde 2006 disputée avec l'équipe de Suisse en Allemagne, il signe un contrat de quatre ans avec le Borussia Dortmund pour un montant de 4,1 M€. En effet, ne s'imaginant pas jouer pour un autre club français et ne voulant pas partir gratuit sentant qu'il doit beaucoup au Stade rennais FC, il demande alors au propriétaire du club François Pinault avec qu'il a de bons rapports, de le laisser partir quand et où il le souhaitera. Son contrat est alors prolongé d'une année supplémentaire pour ne pas le laisser partir gratuitement. Vingt-quatre heures plus tard, Alexander Frei s'engage avec le Borussia Dortmund pour quatre années. Durant son passage au Stade rennais FC, il fut également surveillé par l'Inter Milan ou encore Manchester United, Alex Ferguson ayant été présent dans les tribunes du stade de la route de Lorient pour voir comment Alexander Frei évoluait sur le terrain.

### Aventure allemande avec le Borussia Dortmund (2006-2009)
Il fait parler son sens du but dès sa première saison en terminant second meilleur buteur de la Bundesliga avec seize buts à égalité avec Roy Makaay et derrière Theofánis Gekas (vingt buts), et ce en trente-deux matchs, soit à nouveau un but tous les deux matchs. Les lecteurs du journal Bild l'élisent cette année comme étant le meilleur joueur de l'année avec plus de 30 % devant Mohamed Zidan et Diego, bien que ce dernier ait été élu comme le meilleur joueur de Bundesliga.
Sa deuxième saison est cependant marquée par les blessures : il est opéré de la hanche en mai et fait une rechute en se blessant au mollet en septembre, il ne commence sa saison qu'en janvier et met du temps à retrouver son niveau d'avant sa blessure. Il se blesse à nouveau durant le match d'ouverture de l'Euro 2008 face à la République tchèque, en souffrant d'une déchirure du ligament latéral interne du genou gauche, il est contraint d'abandonner la compétition. Il n'aura disputé que treize matchs et marqué six buts avec le Borussia Dortmund lors de cette saison.
Son retour en compétition a lieu le 13 septembre 2008 : il entre en jeu en seconde mi-temps durant le Derby de la Ruhr opposant le Borussia Dortmund et le FC Schalke 04. Mené trois buts à zéro, il délivre une passe décisive avant d'inscrire un doublé (dont un penalty à la 89e minute) permettant à son équipe d'arracher un nul inespéré. Peu à peu, il commence à retrouver son niveau.
Il termine la saison avec un bilan respectable de douze buts en vingt-neuf matchs. Après trois saisons en Allemagne avec une finale de Coupe d'Allemagne disputée contre le Bayern Munich et une Supercoupe d'Allemagne remportée contre le Bayern Munich, Alexander Frei effectue son retour au FC Bâle, dans son pays natal. Collectivement, son expérience allemande est pour lui une déception. D'un point de vue individuel, il rapporte que ces trois années étaient « très jolies à jouer » et que cela lui a permis de « voir le grand niveau et des supers joueurs ».

### Retour en Suisse et fin de carrière au FC Bâle (2009-2013)
Après six saisons passées loin de son pays, Alexander Frei s'engage en faveur du FC Bâle jusqu'en 2012 pour un montant de 4,25 M€. Le FC Bâle réalise alors un grand coup en achetant Alexander Frei qui va tonifier l'attaque du club. Sa première saison est une réussite vu que le club rhénan réalise le doublé en remportant la Super League et la Coupe de Suisse. En finale de la Coupe de Suisse face au FC Lausanne-Sport, le FC Bâle remporte le match sur le score de six à zéro.
Sa deuxième saison est encore très intéressante surtout sur le plan personnel. En effet, Alexander Frei et le FC Bâle offrent des prestations intéressantes. Ils parviennent à garder leur titre de champion mais sont éliminés par le FC Biel-Bienne lors des quarts de finale sur le score de trois buts à un. Alexander Frei est un des artisans majeurs de cette saison en marquant vingt-sept buts et terminant meilleur buteur de la Super League. Il est d'ailleurs élu meilleur joueur de la saison.
La troisième saison au club depuis son retour démarre sur les grandes roues pour le club, particulièrement en Ligue des champions. Le FC Bâle peut nourrir de bonnes ambitions grâce à un Alexander Frei retrouvé, un Marco Streller dans la forme de sa vie, et des jeunes qui montent en puissance comme Yann Sommer, Xherdan Shaqiri, Fabian Frei et Granit Xhaka.
Le 14 septembre 2011, face au Suporter Club Oțelul Galați, Alexander Frei inscrit un penalty à la 84e minute qui offre la victoire deux buts à un au FC Bâle. Lors du deuxième match à Old Trafford face à Manchester United, finaliste de la compétition, le FC Bâle est mené deux buts à zéro. Fabian Frei réduit alors l'écart avant qu'Alexander Frei n'égalise sur un centre de Fabian Frei. Pour finir, Alexander Frei marque un deuxième but, cette fois sur un penalty obtenu par Marco Streller. Alors que le FC Bâle mène trois buts à deux, Manchester United égalise en fin de match par l'intermédiaire d'Ashley Young.
Les deux rencontres contre le Benfica Lisbonne se soldent par une défaite et un match nul. Le FC Bâle doit donc absolument battre le Suporter Club Oțelul Galați pour espérer continuer dans la compétition. Chose faite, les Bâlois s'imposent en effet sur le score de trois buts à deux, avec notamment un but de Alexander Frei. Le FC Bâle s'offre donc une véritable finale lors du dernier match de poule face à Manchester United. Pour le FC Bâle, la victoire est impérative et quant aux Red Devils, un nul suffirait. Le FC Bâle commence très bien en marquant dès la 9e minute grâce une reprise de volée de Marco Streller sur un centre de Xherdan Shaqiri. Le salut vient de Alexander Frei à la 84e où ce dernier de la tête inscrit le but du break sur un centre à nouveau de Xherdan Shaqiri. Il sort à 87e minute sous les ovations du public bâlois ; la réduction du score mancunienne à la 89e ne changera rien à l'affaire. Le FC Bâle se qualifie ainsi pour les 8e de finale en montrant l'image d'une équipe compacte, disciplinée et surtout réaliste. Le FC Bâle termine 2e derrière le Benfica Lisbonne.
La performance du duo d'attaque composé de Marco Streller et de Alexander Frei est saluée par Alex Ferguson. L'ancien attaquant du Borussia Dortmund confirme ainsi sa réputation de buteur en inscrivant cinq buts en cinq matchs de poule. À ce stade de la compétition, seuls Lionel Messi et Mario Gómez ont fait mieux. Lors du match aller des 8e de finale contre le Bayern Munich, le FC Bâle montre à nouveau toute la solidité de son équipe en remportant le match sur le score d'un but à zéro grâce à Valentin Stocker. Alexander Frei réalise une bonne performance et sort en fin de match. Malheureusement, lors du match retour, le FC Bâle s'incline sur un score fleuve de sept buts à zéro.
Avec l'arrivée de Murat Yakın sur le banc rhénan, Alexander Frei perd souvent sa place de titulaire. Il est alors surtout utilisé comme joker. Moins convaincant que les dernières années, il a tout de même offert, en février 2013, la qualification en demi-finale de la Coupe de Suisse au FC Bâle en s'imposant contre le FC Thoune en quarts de finale sur le score de deux buts à zéro. C'est lui qui marque deux buts pour le FC Bâle. Un mois plus tard, lors du match aller des 8e de finale, il permet au FC Bâle de se qualifier pour les quarts de finale de la Ligue Europa contre le Zénith Saint-Pétersbourg en marquant sur penalty à la 94e minute. Le score final est de deux buts à zéro à l'aller et d'un but à zéro pour le Zénith Saint-Pétersbourg au retour.
Le 14 avril 2013, Alexander Frei annonce sa retraite sportive à l'âge de 33 ans,,.

### En sélection nationale (2001-2011)

#### Débuts, suivis de l'Euro 2004
Le 24 mars 2001, il effectue sa première sélection contre la Yougoslavie. Le 28 mars 2001, lors de sa deuxième sélection, il inscrit un triplé contre le Luxembourg. Très vite, Alexander Frei devient un des piliers de cette équipe de Suisse, et le restera durant une dizaine d'années. Malgré une arrivée difficile au Stade rennais FC, Alexander Frei continue de marquer en sélection.
Il termine meilleur buteur du groupe 10 des éliminatoires de l'Euro 2004 avec cinq buts. Qualifié pour l'Euro 2004 au Portugal, la Suisse vivra un échec durant cette compétition et Alexander Frei sera très vite suspendu pour avoir craché sur le meneur de jeu anglais Steven Gerrard pendant le match Suisse-Angleterre. Néanmoins, cet épisode sera très vite oublié par les supporters et Alexander Frei gagnera la confiance du public durant les qualifications pour la Coupe du monde 2006 disputée en Allemagne.

#### Coupe du monde 2006: des prestations intéressantes
La Suisse réalisant de très bonnes performances et Alexander Frei, devenu une véritable machine à marquer, suscite un engouement populaire en Suisse. Face à l'équipe de France de Zinédine Zidane, la Suisse se montre très solide et obtient le zéro à zéro. Contre le Togo, il inscrit un but important lors de la victoire sur le score de deux buts à zéro, et remarque à nouveau contre la Corée du Sud sur le même score. Les Suisses terminent donc 1er de leur groupe devant la France, se qualifiant pour les 8e de finale face à l'Ukraine.
Avec un Pascal Zuberbühler en grande forme, une défense solide formée par un grand Philippe Senderos, un milieu expérimenté avec Johann Vogel et une attaque prolifique avec des joueurs comme Alexander Frei et Tranquillo Barnetta sans compter sur les remplaçants de luxe comme Hakan Yakın, la Suisse peut nourrir de bonnes ambitions quant à la suite du tournoi.
Malheureusement, le rêve s'arrête brutalement face à l'Ukraine à la suite d'une séance de tirs au but catastrophique pour les coéquipiers d'Alexander Frei qui ne peut qu'observer cette débâcle depuis le banc, tout comme Hakan Yakın (tous deux spécialistes des coups de pied arrêtés), l'entraîneur national Köbi Kuhn l'ayant remplacé durant la seconde mi-temps des prolongations.

#### Euro 2008: capitaine de l'équipe de Suisse
En 2007, il devient logiquement capitaine de l'équipe de Suisse à la suite du départ très médiatisé de Johann Vogel. En mai 2008, à la suite d'un doublé contre le Liechtenstein, Alexander Frei rentre dans l'histoire en devenant le meilleur buteur de la sélection suisse avec ses trente-cinq réalisations. Il dépasse ainsi Max Abegglen et Kubilay Türkyılmaz.
Le 7 juin 2008, lors du match d'ouverture de l'Euro 2008 contre la République tchèque, il se blesse à la fin de la première mi-temps. En effet, il est victime d'une déchirure du ligament latéral interne du genou gauche et ne sera pas en mesure de poursuivre la compétition ayant lieu en Suisse. La blessure du meilleur buteur de la Nati provoque le choc de tout un pays et le désarroi des supporters. Hakan Yakın, son meilleur ami également, prendra alors la relève en marquant les trois buts suisses de la compétition.

#### Coupe du monde 2010: manque de rythme et blessures
Après l'Euro 2008, Alexander Frei s'avère moins brillant mais se révèle tout de même décisif en marquant cinq buts lors des éliminatoires de la Coupe du monde 2010 disputée en Afrique du Sud. Alexander Frei étant tout juste revenu de blessure et pas encore au niveau, il loupe le premier match contre l'Espagne. Néanmoins, la Suisse établit un succès historique grâce à un but de Gelson Fernandes à la suite d'une percée d'Eren Derdiyok. Contre le Chili, Alexander Frei est titulaire, mais n'arrivant pas à retrouver son rythme, il sort peu avant la fin de la 1re mi-temps. Contre le Honduras, la victoire est impérative pour la Suisse. La Nati peinant à trouver le chemin des filets, Ottmar Hitzfeld décide alors de faire rentrer Hakan Yakın et ensuite Alexander Frei. Le jeu devient alors plus dangereux mais la Suisse ne marque pas et est donc éliminée. Cette période sera également gâchée par différentes blessures pour le buteur.

#### L'après Coupe du monde et fin de carrière
Enchaînant les blessures et peu au niveau, il est décrié par la presse et il annonce qu'il arrêtera sa carrière nationale en juin 2011 après le match de qualification pour l'Euro 2012 contre l'Angleterre au désarroi des supporters. Cependant, lors d'un match amical face à l'Ukraine, Alexander Frei fait taire les critiques. Ottmar Hitzfeld décide en effet d'aligner l'ancien fameux duo qu'avait connu la Suisse : Hakan Yakın et Alexander Frei. Cela réussi à merveille puisque tout d'abord, Alexander Frei marque sur un remarquable coup de pied arrêté. Puis, Hakan Yakın trouvera le poteau quelques minutes plus tard. Ensuite sur coup franc à nouveau de Hakan Yakın, Alexander Frei marque son deuxième but. Les deux joueurs réalisent une grande performance, ce qui donnera l'enthousiasme à certains supporters désireux de voir les deux anciens ensemble sur le terrain, ce qui ne sera pas possible, les deux prenant leurs retraites internationales.
Néanmoins, Alexander Frei annonce en avril 2011 qu'il met un terme immédiatement à sa carrière internationale, ceci avant même le match qualificatif pour l'Euro 2012 face à l'Angleterre prévu pour le 4 juin 2011, comme précisé peu avant par le joueur suisse. Concernant sa retraite précipitée en équipe nationale, il annonce : « J'ai passé dix belles années en équipe nationale. Mais j'ai aussi dû faire face à quelques coups bas. Certains que j'ai provoqués, d'autres initiés sans réelle raison. Je remercie tous les fans pour leur soutien, aussi ceux qui ont été critiques envers moi mais qui ont su respecter les limites du fair-play et de la convenance ».
Peter Stadelmann, patron de la Nati, précisera afin de faire taire les rumeurs concernant l'arrêt de la carrière du meilleur buteur national : « Au retour de Bulgarie, Alexander Frei a en outre reçu des menaces très graves sur sa personne, on a aussi voulu s'en prendre à sa famille, à son entourage. Humainement, il n'était plus en mesure de pouvoir continuer ».

## Profil de joueur
Alexander Frei a une contribution moyenne dans le jeu. Efficace dans les seize derniers mètres, c'est ici qu'il prend véritable part au jeu ce qui fait de lui un joueur de type renard des surfaces. Ce qui l'a rendu prolifique tout au long de sa carrière, c'est avant tout son sens du but et son placement offensif (comme le montre son but face à Manchester United, lorsqu'il surgit en plein milieu de la défense pour adresser une tête). Il est également doté d'une frappe bien précise et c'est ainsi qu'il s'affirme en tant que spécialiste des coups de pied arrêtés.

## Carrière d'entraîneur

### FC Wil (2020-2021)
Le 7 septembre 2020, Alexander Frei est nommé entraîneur du FC Wil,.
Le 9 novembre 2021, il est licencié de son poste,.

### FC Winterthour (2021-2022)
À l'issue de la saison 2021-2022 de la Challenge League, Alexander Frei termine à la 1re place et permet au club de remonter en Super League après trente-sept ans d'absence.

### FC Bâle (2022-2023)
Le 23 mai 2022, il est nommé entraîneur du FC Bâle et y paraphe un contrat de deux ans,,,,. Le 7 février 2023, il est remercié par le club alors que le FC Bâle ne compte que 22 points après 19 matchs joués,,,. Le directeur sportif, Heiko Vogel, indique à ce sujet : « Cette décision est évidemment très difficile à prendre pour nous tous. Mais nous devons penser au club et à son développement, c’est pourquoi nous ne pouvons pas éviter d’agir et de donner de nouvelles impulsions à l’équipe. Dans la situation actuelle, la défaite contre le Grasshopper Club Zurich ce week-end était malheureusement cette défaite de trop ». Il laisse le club à la 7e place du classement, à quatre points des places européennes.

### FC Aarau (2023-2024)
Le 12 juin 2023, Alexander Frei est nommé entraîneur du FC Aarau, équipe évoluant en Challenge League, la deuxième division suisse,. Le 25 mars 2024, il quitte son poste d'entraineur d'un commun accord.

## Statistiques

### Générales par saison
Le tableau suivant récapitule les statistiques d'Alexander Frei durant sa carrière professionnelle, :
| Saison                | Club                  | Championnat           | Championnat | Championnat | Coupe nationale | Coupe nationale | Coupe de la Ligue | Coupe de la Ligue | Compétition(s) continentale(s) | Compétition(s) continentale(s) | Compétition(s) continentale(s) | Suisse | Suisse | Total | Total |
| Saison                | Club                  | Division              | M.          | B.          | M.              | B.              | M.                | B.                | Comp.                          | M.                             | B.                             | M.     | B.     | M.    | B.    |
| 1997-1998             | FC Bâle               | Ligue nationale A     | 11          | 1           | -               | -               | -                 | -                 | -                              | -                              | -                              | -      | -      | 11    | 1     |
| Sous-total            | Sous-total            | Sous-total            | 11          | 1           | -               | -               | -                 | -                 | -                              | -                              | -                              | -      | -      | 11    | 1     |
| 1998-1999             | FC Thoune             | Ligue nationale B     | 32          | 6           | -               | -               | -                 | -                 | -                              | -                              | -                              | -      | -      | 32    | 6     |
| Sous-total            | Sous-total            | Sous-total            | 32          | 6           | -               | -               | -                 | -                 | -                              | -                              | -                              | -      | -      | 32    | 6     |
| 1999-2000             | FC Lucerne            | Ligue nationale A     | 32          | 13          | 4               | 3               | -                 | -                 | -                              | -                              | -                              | -      | -      | 36    | 16    |
| 2000-2001             | FC Lucerne            | Ligue nationale A     | 20          | 4           | 1               | 2               | -                 | -                 | CI                             | 2                              | 2                              | -      | -      | 23    | 8     |
| Sous-total            | Sous-total            | Sous-total            | 52          | 17          | 5               | 5               | -                 | -                 | -                              | 2                              | 2                              | -      | -      | 59    | 24    |
| 2000-2001             | Servette FC           | Ligue nationale A     | 12          | 6           | 3               | 2               | -                 | -                 | -                              | -                              | -                              | 5      | 4      | 20    | 12    |
| 2001-2002             | Servette FC           | Ligue nationale A     | 33          | 18          | -               | -               | -                 | -                 | C3                             | 8                              | 2                              | 5      | 1      | 46    | 21    |
| 2002-2003             | Servette FC           | Ligue nationale A     | 19          | 13          | -               | -               | -                 | -                 | C3                             | 2                              | 3                              | 4      | 2      | 25    | 18    |
| Sous-total            | Sous-total            | Sous-total            | 64          | 37          | 3               | 2               | -                 | -                 | -                              | 10                             | 5                              | 14     | 7      | 91    | 51    |
| 2002-2003             | Stade rennais FC      | Ligue 1               | 13          | 1           | 3               | 1               | -                 | -                 | -                              | -                              | -                              | 5      | 6      | 21    | 8     |
| 2003-2004             | Stade rennais FC      | Ligue 1               | 28          | 20          | 3               | 1               | 1                 | 0                 | -                              | -                              | -                              | 10     | 2      | 42    | 23    |
| 2004-2005             | Stade rennais FC      | Ligue 1               | 36          | 20          | 2               | 0               | -                 | -                 | -                              | -                              | -                              | 6      | 4      | 44    | 24    |
| 2005-2006             | Stade rennais FC      | Ligue 1               | 23          | 7           | 1               | 0               | 1                 | 0                 | C3                             | 6                              | 2                              | 14     | 8      | 45    | 17    |
| Sous-total            | Sous-total            | Sous-total            | 100         | 48          | 9               | 2               | 2                 | 0                 | -                              | 6                              | 2                              | 35     | 20     | 152   | 72    |
| 2006-2007             | Borussia Dortmund     | Bundesliga            | 32          | 16          | 2               | 1               | -                 | -                 | -                              | -                              | -                              | 7      | 5      | 41    | 22    |
| 2007-2008             | Borussia Dortmund     | Bundesliga            | 13          | 6           | 3               | 0               | -                 | -                 | -                              | -                              | -                              | 4      | 3      | 20    | 9     |
| 2008-2009             | Borussia Dortmund     | Bundesliga            | 29          | 12          | 2               | 2               | -                 | -                 | C3                             | 2                              | 0                              | 7      | 4      | 40    | 18    |
| Sous-total            | Sous-total            | Sous-total            | 74          | 34          | 7               | 3               | -                 | -                 | -                              | 2                              | 0                              | 18     | 12     | 101   | 49    |
| 2009-2010             | FC Bâle               | Super League          | 19          | 15          | 5               | 4               | -                 | -                 | C3                             | 10                             | 8                              | 10     | 1      | 44    | 28    |
| 2010-2011             | FC Bâle               | Super League          | 35          | 27          | 2               | 0               | -                 | -                 | C1+C3                          | 9+2                            | 5+1                            | 7      | 2      | 55    | 35    |
| 2011-2012             | FC Bâle               | Super League          | 31          | 24          | 5               | 4               | -                 | -                 | C1                             | 7                              | 5                              | -      | -      | 43    | 33    |
| 2012-2013             | FC Bâle               | Super League          | 18          | 7           | 3               | 4               | -                 | -                 | C1+C3                          | 4+6                            | 2+1                            | -      | -      | 31    | 14    |
| Sous-total            | Sous-total            | Sous-total            | 103         | 73          | 15              | 12              | -                 | -                 | -                              | 38                             | 22                             | 17     | 3      | 173   | 110   |
| Total sur la carrière | Total sur la carrière | Total sur la carrière | 436         | 216         | 39              | 24              | 2                 | 0                 | -                              | 58                             | 31                             | 84     | 42     | 619   | 313   |

### Buts internationaux
| #      | Date             | Stade                                   | Adversaire           | Résultat        | But               |
| ------ | ---------------- | --------------------------------------- | -------------------- | --------------- | ----------------- |
| 1-2-3. | 28 mars 2001     | Stade du Hardturm, Suisse               | Luxembourg           | Victoire suisse | 9e 32e 90e        |
| 4.     | 2 juin 2001      | Svangaskarð, îles Féroé                 | Îles Féroé           | Victoire suisse | 81e               |
| 5.     | 5 septembre 2001 | Stade Josy-Barthel, Luxembourg          | Luxembourg           | Victoire suisse | 12e               |
| 6.     | 21 août 2002     | Parc Saint-Jacques, Suisse              | Autriche             | Victoire suisse | 41e               |
| 7.     | 8 septembre 2002 | Parc Saint-Jacques, Suisse              | Géorgie              | Victoire suisse | 37e               |
| 8-9.   | 12 février 2003  | Stadion Športni Park, Slovénie          | Slovénie             | Victoire suisse | 36e 78e           |
| 10.    | 30 avril 2003    | Stade de Genève, Suisse                 | Italie               | Défaite suisse  | 6e                |
| 11-12. | 7 juin 2003      | Parc Saint-Jacques, Suisse              | Russie               | Match nul       | 14e 16e           |
| 13.    | 11 juin 2003     | Stade de Genève, Suisse                 | Albanie              | Victoire suisse | 32e               |
| 14.    | 11 octobre 2003  | Parc Saint-Jacques, Suisse              | République d'Irlande | Victoire suisse | 60e               |
| 15.    | 18 février 2004  | Complexe sportif Moulay-Abdallah, Maroc | Maroc                | Défaite suisse  | 90e               |
| 16.    | 9 octobre 2004   | Stade Ramat Gan, Israël                 | Israël               | Match nul       | 26e               |
| 17.    | 30 mars 2005     | Stade du Hardturm, Suisse               | Chypre               | Victoire suisse | 88e               |
| 18-19. | 4 juin 2005      | Svangaskarð, îles Féroé                 | Îles Féroé           | Victoire suisse | 73e 86e           |
| 20.    | 17 août 2005     | Ullevaal Stadion, Norvège               | Norvège              | Victoire Suisse | 50e               |
| 21.    | 3 septembre 2005 | Parc Saint-Jacques, Suisse              | Israël               | Match nul       | 5e                |
| 22.    | 7 septembre 2005 | Stade GSP, Chypre                       | Chypre               | Victoire suisse | 15e               |
| 23.    | 16 novembre 2005 | Stade Şükrü Saracoğlu, Turquie          | Turquie              | Défaite suisse  | 2e (penalty)      |
| 24-25. | 3 juin 2006      | Stade du Hardturm, Suisse               | Chine                | Victoire suisse | 40e 49e (penalty) |
| 26.    | 19 juin 2006     | Signal Iduna Park, Allemagne            | Togo                 | Victoire suisse | 16e               |
| 27.    | 23 juin 2006     | HDI-Arena, Allemagne                    | Corée du Sud         | Victoire suisse | 77e               |
| 28-29. | 16 août 2006     | Rheinpark Stadion, Liechtenstein        | Liechtenstein        | Victoire suisse | 11e 51e (penalty) |
| 30.    | 2 septembre 2006 | Parc Saint-Jacques, Suisse              | Venezuela            | Victoire suisse | 86e               |
| 31.    | 6 septembre 2006 | Stade de Genève, Suisse                 | Costa Rica           | Victoire suisse | 39e               |
| 32.    | 25 mars 2007     | Miami Orange Bowl, États-Unis           | Colombie             | Défaite suisse  | 39e (penalty)     |
| 33.    | 24 mai 2008      | Stadio comunale Cornaredo, Suisse       | Slovaquie            | Victoire suisse | 63e               |
| 34-35. | 30 mai 2008      | Kybunpark, Suisse                       | Liechtenstein        | Victoire suisse | 24e 31e           |
| 36.    | 11 octobre 2008  | Kybunpark, Suisse                       | Lettonie             | Victoire suisse | 63e               |
| 37.    | 15 octobre 2008  | Stade Karaïskakis, Grèce                | Grèce                | Victoire suisse | 42e (penalty)     |
| 38.    | 28 mars 2009     | Stade Zimbru, Moldavie                  | Moldavie             | Victoire suisse | 32e               |
| 39.    | 1er avril 2009   | Stade de Genève, Suisse                 | Moldavie             | Victoire suisse | 53e               |
| 40.    | 9 septembre 2009 | Skonto Stadion, Lettonie                | Lettonie             | Match nul       | 43e               |
| 41-42. | 17 novembre 2010 | Stade de Genève, Suisse                 | Ukraine              | Match nul       | 39e 61e           |

## Palmarès

### En club
Au cours de sa carrière professionnelle, Alexander Frei remporte au total sept titres. Avec le Servette FC, il remporte de la Coupe de Suisse lors de la saison 2000-2001. Avec le Borussia Dortmund, il remporte la Supercoupe d'Allemagne lors de la saison 2007-2008 et est finaliste de la Coupe d'Allemagne lors de la saison 2007-2008. Enfin, avec le FC Bâle, il remporte la Super League lors des saisons 2009-2010, 2010-2011, 2011-2012 et 2012-2013. Il remporte également la Coupe de Suisse lors de la saison 2009-2010.
| Servette FC (1)                             | Borussia Dortmund (1)                                                                        | FC Bâle (5) |
| ------------------------------------------- | -------------------------------------------------------------------------------------------- | --- |
| - Coupe de Suisse (1) : - Vainqueur : 2001. | - Supercoupe d'Allemagne (1) : - Vainqueur : 2008. - Coupe d'Allemagne : - Finaliste : 2008. | - Championnat de Suisse (4) : - Champion : 2010, 2011, 2012 et 2013. - Coupe de Suisse (1) : - Vainqueur : 2010. |

### En sélection nationale
Sélectionné à 84 reprises avec l'équipe de Suisse entre 2001 et 2011, il participe avec cette dernière aux Championnats d'Europe de 2004 (1er tour) qui a lieu au Portugal et de 2008 (1er tour) disputé en Autriche et en Suisse. Il participe également aux Coupes du monde de 2006 (1/8 de finaliste) qui a lieu en Allemagne et de 2010 (1er tour) disputée en Afrique du Sud.

### Distinctions personnelles
Durant sa carrière, Alexander Frei a reçu plusieurs distinctions personnelles. En équipe de Suisse, il est élu Credit Suisse Player of the Year en 2004. Avec le Stade rennais FC, il termine 2e meilleur buteur de Ligue 1 lors de la saison 2003-2004 (20 buts) et meilleur buteur de Ligue 1 lors de la saison 2004-2005 (20 buts). Il également nommé dans l'équipe type de la Ligue 1 lors de la saison 2004-2005 aux Trophées UNFP. Avec le Borussia Dortmund, il est élu meilleur joueur de l'année de Bundesliga par les lecteurs de Bild lors de la saison 2006-2007. Il termine également 2e meilleur buteur ex-æquo de Bundesliga lors de la saison 2006-2007 (16 buts). Avec le FC Bâle, il termine meilleur buteur de la Super League lors de la saison 2010-2011 (27 buts) et lors de la saison 2011-2012 (24 buts). Il est également élu meilleur joueur de l'année de la Super League lors de la saison 2010-2011. Enfin, il est le meilleur buteur depuis mai 2008 avec l'équipe de Suisse.